# HSwMS Sundsvall (J12)
HSwMS Sundsvall (designación naval J12) fue un destructor sueco, más tarde reconstruido como fragata, siendo el cuarto de la clase Visby. El barco fue nombrado en honor de la ciudad costera sueca de Sundsvall.
El Sundsvall  fue puesto en quilla en 1942 durante la Segunda Guerra Mundial y comisionado el 17 de septiembre de 1943. Sobrevivió a la guerra y posteriormente, en 1965, fue modificado y redesignado como fragata. Se mantuvo en servicio con la armada sueca hasta 1982. Posteriormente fue utilizado para probar el misil antibuque RBS-15 y finalmente el barco fue vendido a España para su desguace.